# Districte de Jalpaiguri
El districte de Jalpaiguri és una divisió administrativa de Bengala Occidental, amb capital a Jalpaiguri

## Geografia
Està regat pels rius Tista (Teesta), Torsa, Jaldhaka, Dyna, Neora, Sankosh i altres menors. S'anomena les "Tres T" (Té, Fusta en angles "Timber", i Turisme). La part nord és anomenada els Duars, que són els passos cap al Bhutan,
La superfície és de 6245 km² i la població (cens de 2001) de 3.403.204.

## Administració
Està format per tres subdivisions:
- Jalpaiguri
- Malbazar (o Mal)
- Alipurduar (abans Alipur)

La subdivisió de Jalpaiguri la formen les municipalitats de Jalpaiguri i Dhupguri i quatre blocs de desenvolupament rural (blocks): Jalpaiguri, Maynaguri, Dhupguri i Rajganj.
La subdivisió de Malbazar o Mal la forma la municipalitat de Malbazar i tres blocs: Mal, Metiali i Nagrakata.
I la d'Alipur o Alipurduar la forma el municipi d'Alipurduar i sis blocs: Madarihat–Birpara, Alipurduar–I, Alipurduar–II, Falakata, Kalchini i Kumargram.
En total hi ha tres subdivisions, una corporació municipal, 4 municipalitats, 13 blocs i 16 thanes (estacions de policia). Els blocs estan subdividits en pobles i ciutats de cens. La corporació municipal de Siliguri, situada al districte de Darjeeling, té 15 dels seus 47 wards (seccions) dins el districte. Les unitats urbanes són en total 17 (una corporació 4 municipis, 12 ciutats de cens) i els grams panchayats (pobles) són 146.

## Història
El territori formà part del regne de Pragjyotisha o Kamarupa (Kamrup) que arribava a l'oest fins al Karatoya. Hi ha importants restes a Bhitargarh, que hauria estat la capital del rei sudra de nom Prithu. La dinastia Pala de Bengala va incloure el territori entre els seus dominis; també formà part dels dominis dels rages Khen, Niladhwaj, Chakradhwaj i Nilambar, el primer dels quals va fundar la ciutat de Kamatapur (o Kamatpur) a Cooch Behar. Posteriorment va formar part del regne koch fundat per Biswa Singh i quan aquest regne es va ensorrar, la part occidental fou annexionada pels mogols; hi va haver una llarga lluita per la possessió de Patgram i Boda.
Al començament del segle xviii aquestes terres foren nominal cedides pels mogols a un cosí del raja de Cooch Behar, com a feudatari; sota el domini musulmà el territori fou inclòs al fawjdari de Fakirkundi o Rangpur, i va passar a la Companyia Britànica de les Índies Orientals amb la cessió del diwan de Bengala el 1765. Es va formar el districte de Rangpur, però era de gran extensió i el col·lector no va poder mantenir l'ordre arreu, especialment les parts més allunyades i remotes, que foren infectades per bandits; el 1798 en una campanya regular amb 200 barkandaz, va rodejar als bandits a la jungla de Baikuntpur, i foren obligats a rendir-se; en un sol any 549 bandits foren portats a judici.
Mentre els Duars Inferiors o passos baixos, havien quedar en mans dels bhòties que ho consideraven millor terra de cultiu que les seves muntanyes; exercien influència entre la frontera de Sikkim a l'oest fins a Darrang a l'est i reclamaven la sobirania sobre l'estat de Cooch Behar i encara que no van ocupar el territori de manera permanent van cobrar un fort tribut als seus habitants als que van tractar cruelment. Cooch Behar es va lliurar del domini dels bhòties pel tractat de 1773, però els Duars (ara anomenats Duars Bhutanesos) van restar per un segle a les seves mans, fins que foren annexionats pels britànics després de la guerra de 1864-1865: el desembre de 1864 quatre columnes britàniques van avançar per ocupar els Duars i les posicions a les muntanyes sobre aquestos; però al començar el 1865 els bhòties van contraatacar expulsant als britànics de la línia de posicions establerta i a la guarnició de Diwangiri, perdent dos canons de muntanya. Diwangiri fou recuperada poc després i abans de final d'any els bhòties van haver d'acceptar les condicions de pau exigides a l'inici de la guerra, i a més retornar els dos canons; segons el tractat de pau els Duars foren cedits a la Gran Bretanya a perpetuïtat però Bhutan rebria un subsidi de 2500 lliures l'any, quantitat posteriorment incrementada a cinc mil. El territori cedit fou dividit en Duars Orientals i Duars Occidentals, els primers units al districte de Goalpara i els segons, formant un districte del que la subdivisió de Dalingkot, on estaven les muntanyes més altes, fou unida al districte de Darjeeling (1867); la resta fou unida (1869) a la subdivisió de Titalya del districte de Rangpur, per formar el nou districte de Jalpaiguri com unitat fiscal separada; la jurisdicció criminal s'havia transferit al comissionat dels Duars Occidentals el 1867; la jurisdicció civil fou transferida (de Rangpur) el 1870.
La part permanentment establerta del districte, incloent les antigues chakles de Patgram i Boda, i el Raj de Baikuntpur governat per un raikat descendent d'una branca júnior dels rages de Cooch Behar (l'estat de Cooch Behar estava en part enclavat a aquesta zona) no va donar lloc a cap notícia rellevant i va seguir en general les directrius del districte de Rangpur.
Sota domini britànic el districte de Jalpaiguri tenia una superfície de 7.470 km² (1881) o 7.672 km² (1901) amb una població de 417.855 (1872), 581.562 (1881), 680.736 (1891) i 787.380 (1901).
El districte estava format per dues parts diferenciades: l'anomenat Regulation Tract, administrat segons les lleis ordinàries vigents a Bengala, situada a l'oest del riu Tista, antigament part de Rangpur; l'altra part a l'est del Tista, tancada entre l'estat de Cooch Behar al sud i Bhutan al nord, és un territori més muntanyós d'uns 35 km d'ampla, annexionat el 1865 (arrabassat al Bhutan), conegut com els Duars Occidentals; a la part nord-est hi ha les muntanyes Sinchula que arriben entre 1200 i 1800 metres però la resta és relativament baix; l'estació militar de Buxa controla un dels principals passos cap al Bhutan. Els rius principals eren el Mahananda, Karatoya, Tista, Jaldhaka, Duduya, Mujnai, Torsa, Kaljani, Raidak i Sankosh, tots els quals corren en direcció sud i desaigüen al Ganges o al Brahmaputra.
Un terratrèmol el 1897 i inundacions greus el setembre de 1902 foren els fets més destacats a cavall entre els dos segles.
El districte estava administrativament format per dues subdivisions subdividides en cercles: Jalpaiguri i Alipur.
La subdivisió de Jalpaiguri tenia una superfície de 4714 km² i una població de 668.027 habitants el 1901, amb capital a Jalpaiguri (9.708 habitants el 1901) i amb 588 pobles.
Les poblacions principals eren Japaiguri (la capital del districte i d'una subdivisió) i el "cantonment" de Buxa.

## Jaciments arqueològics
- L'antic fort de Bhitargarh
- Temple a Jalpes
- Restes d'un petit fort a Boda segurament lligat al de Bhitargarh
- Diversos petits forts, temples i cisternes al sud del districte.